# Verwaltungsgemeinschaft Auma

Lage der ehemaligen Verwaltungsgemeinschaft im Landkreis Greiz

In der Verwaltungsgemeinschaft Auma im heutigen thüringischen Landkreis Greiz hatten sich die Stadt Auma und zwei Gemeinden zur Erledigung ihrer Verwaltungsgeschäfte zusammengeschlossen.

## Die Gemeinden
- Auma, Stadt
- Silberfeld
- Zadelsdorf

## Geschichte
Die Verwaltungsgemeinschaft Auma wurde am 1. Juli 1990 gegründet und war damit die älteste Thüringer Verwaltungsgemeinschaft. Sie fusionierte am 3. Januar 1996 mit der Verwaltungsgemeinschaft Weidatal zur Verwaltungsgemeinschaft Auma-Weidatal.
Am 31. Dezember 1995 betrug die Einwohnerzahl 3941, ein Jahr zuvor 3964.